# Zeki Çelik
Mehmet Zeki Çelik (ur. 17 lutego 1997 w Bursie) – turecki piłkarz występujący na pozycji obrońcy we włoskim klubie AS Roma oraz w reprezentacji Turcji.

## Życiorys
W czasach juniorskich trenował w Yavuz Selimsporze i Bursasporze. W latach 2014–2016 był zawodnikiem seniorskiego zespołu tego drugiego. Od 14 sierpnia 2015 do 30 czerwca 2016 przebywał na wypożyczeniu w Karacabey Birliksporze. 25 sierpnia 2016 został piłkarzem İstanbulsporu. 7 lipca 2018 odszedł do francuskiego Lille OSC.
W reprezentacji Turcji zadebiutował 5 czerwca 2018 w zremisowanym 1:1 towarzyskim meczu z Rosją. Do gry wszedł w 90. minucie, zmieniając Şenera Özbayraklı.

## Sukcesy

### Lille OSC
- Mistrzostwo Francji: 2020/2021